# Sophie Basenga
Sophie Basenga, née le 9 septembre 1993, est une footballeuse internationale congolaise évoluant au poste d'attaquante.

## Biographie

### Carrière internationale
Sophie Basenga dispute les éliminatoires de la Coupe du monde féminine de football des moins de 20 ans 2012, marquant notamment contre le Cameroun lors du premier tour retour et contre le Mali lors du deuxième tour retour.
Elle dispute avec l'équipe de République démocratique du Congo le Championnat d'Afrique féminin 2012,.